# ليور جيان
ليور جيان (بالعبرية: ליאור ז'אן‏) (20 أغسطس 1986 بتل أبيب في إسرائيل - ) هو لاعب كرة قدم إسرائيلي في مركز الدفاع. شارك مع منتخب إسرائيل تحت 17 سنة لكرة القدم ‏ ومنتخب إسرائيل تحت 18 سنة لكرة القدم ‏ ومنتخب إسرائيل تحت 19 سنة لكرة القدم ومنتخب إسرائيل تحت 21 سنة لكرة القدم. أما مع النوادي، فقد لعب مع مكابي نتانيا ونادي مكابي تل أبيب ونادي هبوعيل بئر السبع وهبوعيل حيفا وهبوعيل بتاح تكفا ‏ وMaccabi Yavne F.C. ‏.